# ランスティング (スウェーデン)

ランスティング区分

ランスティング（スウェーデン語: landsting）とは日本の広域連合に相当するスウェーデンの地方自治体の一つで、その数は20（18ランスティングと2リージョン）。国会と政府の出先機関であるレーンでは扱わない分野の行政である、地方自治を担当する。
ランスティングの主要な所管事務は医療であり、ランスティング財政の96%を保健関連が占めている。ごく僅かの例外的な私立医療機関を除いて、スウェーデン全土の医療機関のほとんどはランスティングの施設である。

## 特徴
ランスティングの運営方針は県民に選出された議会によって決定されるので、それぞれの地域によって特徴的な施策が行われる。この解釈に立てば日本の広域連合がもっとも近い形態となる。また、住民によって直接選出された議員が施策内容の決定と実行に直に携わるため、行政に民意が直接反映され易く、地方自治の典型ともいえる。
ランスティングによっては、その決定を実行する機関として執行委員会や運営委員会（委員は議員間の互選）を設けたり、その長として長官職を置く場合もある。

## レーンとランスティングの違い
ランスティングの境はレーンの境とほぼ一致し、名称も「イェムトランド県ランスティング」などとレーンの名前を冠したものが多いため、地理上の区別はそれほどない。
レーンが主に県内における法律的・行政的許認可や警察の運営を行うのに対して、ランスティングは主に公立病院や福祉施設の管理・運営など特定分野の住民により密着した行政を行うなど、その役割は異なる。
レーンとランスティングを比較した際に、最も差が出るのは最高議決機関を構成する人数の多寡である。レーンの場合、その最高議決機関の定数は委員長（知事が兼任）を含めて12名までであるのに対し、ランスティングの最高議決機関である議会(landstingsfullmäktige)は有権者数によって定数が31名から149名までと、構成する人数が多い。
レーンの長が国会と政府によって指名及び任命されるのに対し、ランスティング議会の長たる議長と副議長は県民の直接選挙によって選ばれた議員間の互選で任命される。

## ランスティングの起源
ランスティングの起源は、行政単位としては県よりも小さい市がより効率的な広域行政を進めるために近隣の市と発展的に連合した行政組織であるとする解釈がある。例えば、人口の多寡によって地方自治体の収入額は大きく左右されるので、人口の少ない自治体では公立病院の経営などに財政上問題を来す場合がある。そのような問題を避けるために周辺の自治体（この場合は市）がレーンとは別の行政組織としてランスティングを設立したとする解釈である。
この解釈に立てば日本の広域連合がもっとも近い組織となる。また、フィンランドには基礎自治体のうち、前記のような財政的な理由から、特定の行政分野に関して広域連合を形づくることがあり、これがスウェーデンのランスティングに相当する。フィンランドの広域連合は、域内の住民による間接選挙である。

## コミューンとの関係
ランスティングには第二次コミューンsv:sekundärkommunというスウェーデン語の呼称もあるが、これは（日本の市町村に相当する）コミューンを第一次コミューンsv:primärkommunと捉えた場合の呼称である。ランスティングはレーンと同じ地理的範囲を担当するが、法的にはコミューンの集合体であるから、そういた呼称となる。法的根拠は1991年6月13日施行の市法（Kommunallag 法律番号 SFS 1991:900）である。
ただし、コミューンとランスティングは、それぞれ所管する地域の広さと人口規模によって行政事務を分担している対等な関係の自治体であって、ランスティングはコミューンの上位団体ではない。 

## ランスティングの一覧
ランスティングの総数は20。内訳は18のランスティングと2のリージョンである。
レーンの数が21であるのに対して、ランスティングの数が20と一つ少ないのは、ゴットランド県が島という性格上、レーンがランスティングの役割も兼ねているからである。
- イェムトランド県ランスティング (Jämtlands läns landsting)
- ヴェステルボッテン県ランスティング (Västerbottens läns landsting)
- ヴェストラ・イェータランドリージョン (Västra Götalandsregionen)
- ウプサラ県ランスティング (Landstinget i Uppsala län)
- オレブロ県ランスティング (Örebro läns landsting)
- カルマル県ランスティング (Landstinget i Kalmar län)
- ストックホルム県ランスティング (Stockholms läns landsting)
- ノールボッテン県ランスティング (Norrbottens läns landsting)
- ランスティングイェヴレボリ (Landstinget Gävleborg)
- ランスティングヴェステルノールランド (Landstinget Västernorrland)
- ランスティングヴェストマンランド (Landstinget Västmanland)
- ランスティングヴェルムランド (Landstinget i Värmland)
- ランスティングウステルイェータランド (Landstinget i Östergötland)
- ランスティングクロノベリ (Landstinget Kronoberg)
- ランスティングセームランド (Landstinget Sörmland)
- ランスティングダーラナ (Landstinget Dalarna)
- ランスティングハッランド (Landstinget Halland)
- ランスティングブレーキンゲ (Landstinget Blekinge)
- リージョンスコーネ (Region Skåne)
- ヨンシェーピン県ランスティング (Landstinget i Jönköpings län)